# 사카이 시호
사카이 시호 (酒井志穂, 1990년 12월 1일 ~ )는 배영을 주종목으로 하는 일본의 수영 선수이다. 2014년 인천 아시안 게임 여자 혼계영 4x100m 결승 경기에서 금메달을 획득했다.

## 같이 보기
- 수영 배영 100m 세계 기록 추이
- 수영 배영 200m 세계 기록 추이